# Waziers
Waziers és un municipi francès, situat a la regió dels Alts de França, al departament del Nord. L'any 2006 tenia 7.720 habitants. Limita a l'est amb Sin-le-Noble i a l'oest amb Douai.

## Demografia
| 1962                                       | 1968   | 1975   | 1982  | 1990  | 1999  | 2006  |
| ------------------------------------------ | ------ | ------ | ----- | ----- | ----- | ----- |
| 10.507                                     | 11.149 | 10.251 | 9.267 | 8.824 | 7.910 | 7.720 |
| Des de 1962: població sense dobles comptes |        |        |       |       |       |       |

## Administració
| Període   | Identitat       | Partit |
| --------- | --------------- | ------ |
| 1945-1959 | Georges Larue   | PCF    |
| 1959-1974 | Roger Miquet    | PCF    |
| 1974-1992 | Marc Duquesne   | PCF    |
| 1992-2002 | Michel Monsieur | PCF    |
| 2002-     | Jacques Michon  | PCF    |